# Сэгэнуты
Сэгэну́ты (бур. Сэгээнүүд) — народность (племя) в составе бурят. Территория традиционного проживания сэгэнутов распространяется от верховьев Лены на востоке до впадения в Ангару Оки на северо-западе, в центральной части включаются долины Обусы и Уды. Сэгэнуты также проживают на острове Ольхон, в Баргузинской долине и на территории Кударинской степи в районе дельты Селенги.

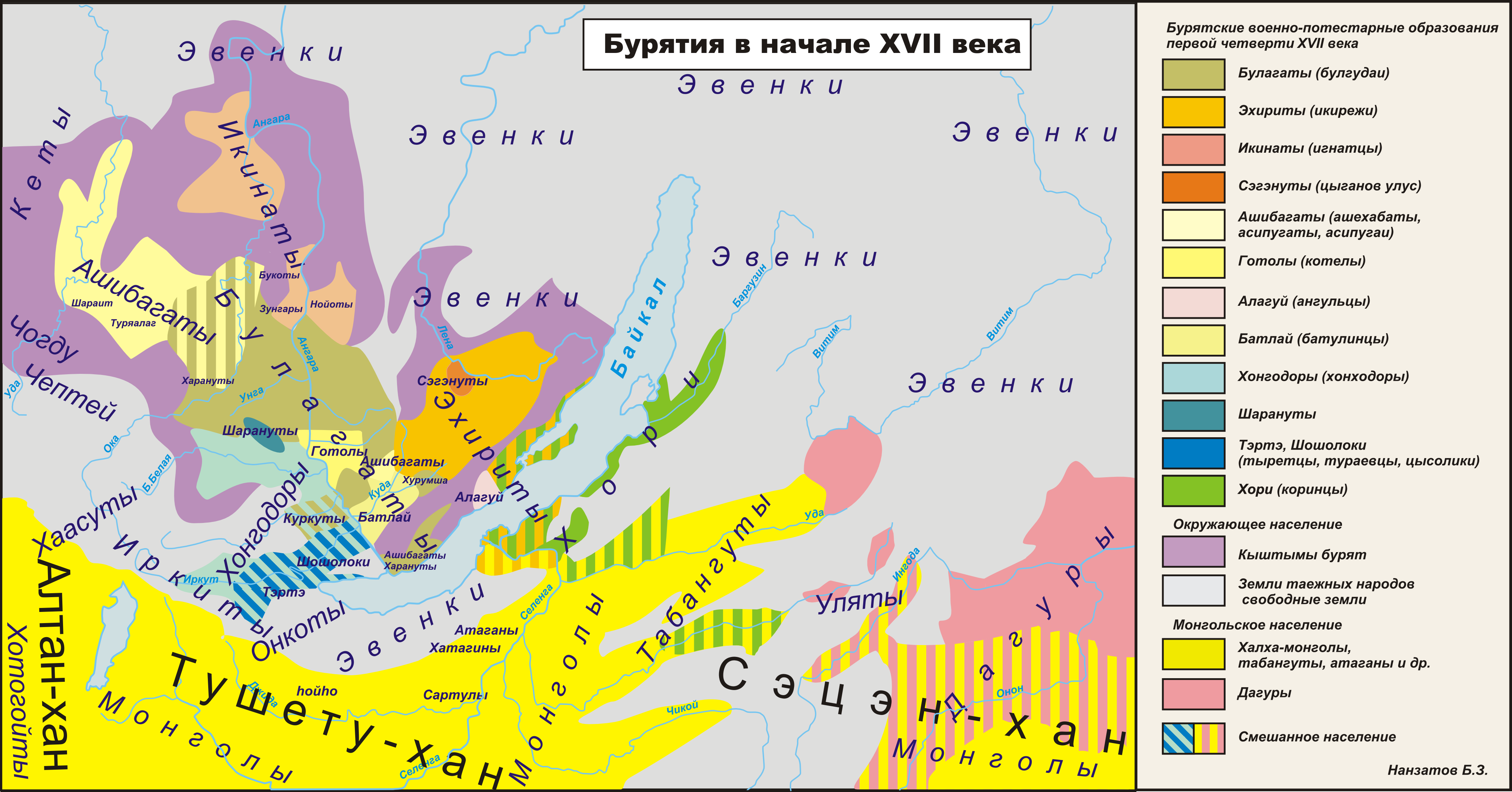
Этнические группы бурят в начале XVII века.

## Этноним
Этноним сэгээн (сэгээнэд, сэгээнууд, сэгэнууд, цэгэнууд) иногда заменяется носителями на „өлөд”, „олёт”, что свидетельствует о былой ойратской принадлежности его носителей. Значение этнонима сэгээнэд можно прояснить от бурятского сэгээн — „голубой, светло-голубой”. Возможно, у носителей этого этнонима, было знамя голубого цвета. Этноним также можно связать с термином „сыгин”, означающим правителя. Характерным в таком случае являются легенды бурят о некогда могущественных и многочисленных сэгэнутах, постоянно нападавших и грабивших малочисленных в прошлом эхиритов и булагатов. Таким образом, в этноним могло перерасти имя нарицательное по отношению к аристократическому клану — сыгин, которое под влиянием фонетики бурятского языка обрело современную форму.

## История
В период X—XII веков в Прибайкалье из пришлого, в основном, ойратского населения на северной окраине, складывается общность, впоследствии именуемая сэгэнут-олёт. Также формируется территориальная общность во главе с икиресами — осколком центральноазиатского монгольского племени, в верховьях р. Лены и р. Куды.
Сэгэнуты в XV—XVI веках распадаются на две общности — икинат и сэгэнут. Икинаты распространяются в северо-западном направлении, сэгэнуты остаются в верховьях Лены. Общность сэгэнутов распалась на неравномерные части во время усиления булагатов и эхиритов и их территориальной экспансии. Впоследствии часть сэгэнутов переселилась на Ольхон, в Баргузинскую долину и на территорию Кударинской степи.

## Сэгэнутские роды
В составе большого племени сэгэнутов значатся такие роды, как сэгэнуд, икинад, зунгар, букод (бухуд, бухэд, быкот), ноёд, манхолюд, тугуд, шэбхэн, хайтал, дурлай, торгоуд, баруун гар, харанууд, шаранууд, боронууд, ябха ураг, балай-сэгэнуд. Согласно бурятским легендам сэгэнуты-олёты являются потомками легендарного Барга-Батора, у которого было три сына: Олёдой, Бурядай и Хоридой. От старшего сына Олёдоя (Олюдая) произошли сэгэнуты-олёты, от Бурядая — булагаты и эхириты, от Хоридоя — хори-буряты.
Согласно преданиям, многие роды, входившие в состав большого племени сэгэнутов, имели общее происхождение. О былых связях между верхоленскими сэгэнутами и удинскими ноётами часто упоминается в генеалогических легендах ноётов. Устная традиция сэгэнутов возводит их родословную к Сэгээну. Икинат, родоначальник икинатов, согласно преданиям приходился племянником Сэгээну. Подобные предания встречаются ещё у некоторых малых племён, преимущественно расселённых на северной окраине территории занимаемых бурятскими племенами, у таких малых племён, как зунгар, быкот, тугут, хайтал, шэбхэн, манхолют.